# Gurzuf
Gurzuf (en tàtar de Crimea; en ucraïnès: Гурзуф; en rus: Гурзуф i en grec antic: Γουρζουβίται, llatí: Gurzubitae) — és una assentament de tipus urbà de Ucraïna situada a la costa sud de la península de Crimea, que el 2021 tenia 9.412 habitants. Forma part del Municipi de Yalta, dins de la República Autònoma de Crimea.
Gurzubites va ser una fortalesa de l'Imperi Romà d'Orient erigida per l'emperador Justinià I al Quersonès Tàuric, a les ribes del mar Negre. Segons Smith, en resten les ruïnes a Oursuf, a l'oest de Lambat.